# Dallova ovca
Dallova ovca (znanstveno ime Ovis dalli), znana tudi kot ali tankoroga ovca, je vrsta divje ovce, ki izvira iz severozahodne Severne Amerike. Ovis dalli vsebuje dve podvrsti: Ovis dalli dalli in Ovis dalli stonei. O. dalli živi v gorskih alpskih habitatih, razširjenih po severozahodni Britanski Kolumbiji, Yukonu, Severozahodnih ozemljih in Aljaski. Brskajo po različnih rastlinah, kot so trave, šaši in celo grmičevje, kot je vrba, v različnih obdobjih leta. Prav tako pridobijo minerale za dopolnitev svoje prehrane iz mineralnih lizov. Tako kot druge vrste Ovis se tudi ovni s svojimi rogovi udeležujejo tekmovanj za prevlado.

## Taksonomija in genetika
Posebno ime dalli izhaja od Williama Healeyja Dalla (1845–1927), ameriškega naravoslovca. Domače ime Dallova ovca se pogosto uporablja za imenovano podvrsto O. d. dalli. Druga podvrsta, O. d. stonei, se imenuje kamnita ovca.
Prvotno sta se podvrsti O. d. dalli in O. d. stonei razlikovali po barvi dlake (krzna). Vendar se je izkazalo, da so poimenovanja na podlagi kože vprašljiva. Popolna barvna intergradacija se pojavi pri obeh podvrstah ovc O. dalli, ki segajo med belo in temno obliko vrste. Srednje obarvane populacije, imenovane ovce Fannin, so bile prvotno (napačno) identificirane kot edinstvena podvrsta (O. d. fannini) z distribucijo, ki živi v gorah Pelly in Ogilvie na ozemlju Yukon. Ovce Fannin so bile nedavno potrjene kot mešani osebki z genetskim izvorom pretežno Dallovih ovc. Prejšnji dokazi o mitohondrijski DNK niso pokazali nobene molekularne delitve vzdolž prejšnjih meja podvrst, čeprav lahko dokazi iz jedrske DNK nudijo nekaj podpore. Trenutna taksonomija, ki uporablja informacije o mitohondrijski DNK, je lahko manj zanesljiva zaradi hibridizacije med O. dalli in O. canadensis, zabeležene v evolucijski zgodovini.
Sedanje genetske analize z uporabo genomskega nabora polimorfizmov enega nukleotida (SNP) so potrdile nove meje območja podvrst za Dallovo in kamnito ovco, s čimer so posodobili prejšnje klasifikacije na podlagi dlake in mitohondrijske DNK.

## Opis
Dallova ovca meri približno 0,9 m v višino na ramenu. So umazano bele barve, njihova dlaka pa je sestavljena iz fine volnene podlanke in trdih, dolgih in votlih dlak. Njihov zimski plašč je lahko debel več kot 5 cm. Lahko živi od 12 do 16 let.
So spolno dimorfni, kar pomeni, da so ovni in ovce videti drugače. Ovni so večji od ovc in ob zrelosti običajno tehtajo med 70 in 80 kg. Ovce v povprečju tehtajo približno 45 do 50 kg. Odrasle ovce lahko v zimskem času izgubijo do 16 % telesne mase, jagnjeta in enoletnice pa do 40 %, odvisno od hudega zimskega vremena. O. dalli začnejo rasti rogovi pri približno dveh mesecih. Ovce imajo majhne, vitke rogove v primerjavi z masivnimi, zvitimi rogovi ovnov. Mladi ovni so podobni ovcam, dokler niso stari približno 3 leta. Na tej točki začnejo njihovi rogovi rasti veliko hitreje in večji kot ovčji rogovi.
Odrasel samec O. dalli ima debele, zavite rogove. Odrasle samce zlahka ločimo po rogovih, ki vztrajno rastejo od pomladi do zgodnje jeseni. Posledica tega je vzorec rasti kolobarjev, imenovanih annuli. Annuli se lahko uporabljajo za pomoč pri določanju starosti.